# Публий Юлий Скапула Приск
Публий Юлий Скапула Приск (лат. Publius Iulius Scapula Priscus) — римский политический деятель второй половины II века.

## Биография
О происхождении Приска не осталось никаких сведений. Есть предположение, что его братом был консул 195 года Публий Юлий Скапула Тертулл Приск. В 192 году Приск занимал должность консула-суффекта вместе с Квинтом Тинеем Сакердотом. 
О дальнейшей его биографии ничего неизвестно.